# 武田信勝
武田信勝（1567年12月11日—1582年4月3日），甲斐武田家末代當主，武田信玄之孫，武田勝賴之子，母親是織田信長的養女遠山夫人，幼名是太郎、竹王丸。

## 生平
起初，武田信玄與其長子武田義信互相有嫌隙，最後義信幽死，武田家失去繼承人。信玄的次子海野信親是盲人，三子早逝，其餘的兒子都過繼給他人家。根據甲陽軍鑑的紀錄，信玄臨死前，遺命是要孫子信勝在十六歲時正式繼承武田家，不過在信勝十六歲之前，暫時由其父勝賴攝政武田家，而勝賴也在實質上繼承了武田家。但從文書考證來說，實際上確實由武田勝賴繼承了武田家督之位。
1582年，織田信忠率兵攻打武田家，武田一族節節敗退，終於逃到天目山。武田信勝雖然與家臣土屋昌恆等殘餘武田家武士奮戰抵禦織田聯軍包圍，無奈頹勢難挽，於是信勝在這裡元服，完成信玄讓他繼承武田家的遺願後，與父親勝賴、繼母北條夫人一起自殺。信勝後來葬在山梨縣大和村田野的景德院，法名法雲院殿甲巖勝信大居士。

## 辭世詞
狂風吹折櫻花，殘驅處處，花開花謝，皆春夢一場。